# Hinamatsuri
Den japanske Dukkefestival (japansk:雛祭り Hina-matsuri), eller Pigedag, holdes den 3. marts. Platforme dækkede af rødt tæppe bruges til at fremvise ornamentelle dukker (japansk: 雛人形 hina-ningyō), der repræsenterer kejseren, kejserinden, deltagere og musikere i traditionel hofbeklædning fra Heianperioden.

## Historie
Dukkefestivalen har rod i flere ældre højtider. Nagashibina eller joushi no sekku er en japansk skik, hvor man sætter papirdukker ud på vandløb og lader vandet føre dem med sig. Dukkerne skal samtidig fjerne onde ånder. Denne højtid har rod i en gammel kinesisk tradition kaldet taqing, og kom til Japan i Heian-perioden (794-1191).
En anden japansk tradition var at lave tøjdukker, når et barn var født. Dukkerne skulle tiltrække sig al ulykke og sygdom, som kunne ramme barnet. En periode sendte man også sådanne tøjdukker ud på floderne, men i Muromachi-perioden (1338-1573) var det blevet almindeligt at beholde dukkerne indendørs som dekoration.
I 1629 blev der holdt en stor kejserlig hinamatsuri-fest i kejserpaladset i Kyoto. I Edo-perioden blev dette en årlig fest. Den faste udstilling af dukker på trappetrin blev gradvist en tradition i denne periode, og højtiden ændrede sig fra at omfatte alle kvinder til at rette sig særligt mod piger. Den officielle markering ophørte efter Meiji-restaurationen, men i japanske hjem blev højtiden videreført. Den første hinamatsuri-markering i et pigeliv kaldes hatsuzekku og bliver markeret med ønske om frisk vækst.

## Dekorationer
I denne højtid pynter man med ferskenblomster, og dukker som stilles op på trappetrin. Trappen skal være dækket af et lykkebringende rødt tæppe.
Man hænger også uroer op, som kaldes tsurushibina. Disse uroer har små, dinglende figurer lavet af gamle kimonoer.

### Dukkerne
Dukkerne, som bliver brugt til at pynte med under hinamatsuri, kaldes hina-ningyo. De fleste traditionelle japanske familier med pigebørn ejer et hinamatsuri-dukkesæt, som ofte er gået i arv gennem generationer. Størrelsen på sådanne sæt kan variere; fra at bestå af et enkelt kejserpar til at omfatte dukker og udstyr nok til at fylde mange trappetrin. Dukkerne bliver pakket væk kort tid efter, at højtiden er ovre, fordi det ikke regnes som lykkebringende at have dem fremme efter 4. marts.
Dukkerne skal stilles op på trappetrinene således, at de to, som forestiller kejseren og kejserinden, troner på det øverste trin. Som regel er kejserparet placeret foran et guldfarget skærmbrædt. På hver side af kejserparret kan der stå lamper og lanterner, og der kan stå vaser med grene fra ferskentræer mellem kejseren og kejserinden.
Trinnet under kejserparet er forbeholdt hofdame-dukkerne. Dem er der ofte tre af, og hofdamerne holder sake og udstyr til at servere saken. Disse dukker kan være omgivet af runde borde med søde sager på.
På det tredje trin står fem musikere med instrumenter: en lille tromme (taiko), stor tromme (otsuzumi), håndtromme (kotsuzumi), fløjte (fue eller yokobue) og en sanger, som holder en håndvifte.
På de næste trin står ulige figurer, for eksempel samuraier, og udstyr, som for eksempel møbler, vogne, træer og lignende. Ofte står der ministre yderst til højre og venstre på det fjerde trin.

## Mad og drikke
Til denne højtid hører det visse typer af mad og drikke:
- En sød, alkoholfri sake kaldet amazake
- En speciel type sushi kaldet chirashi
- Skalsuppen ushiojiru hører også med nogen steder i landet; denne skik er da forbundet med traditionel indsamling af muslingeskaller i tiden op mod højtiden
- Den farverige riskage hinshimochi
- Hina arare, som er farvet, sukkertrukket, puffet ris; de typiske farver er rosa, hvidt og grønt

## Yderligere læsning
- Ishii, Minako. Girls' Day/Boys' Day. Honolulu: Bess Press Inc.,　2007. ISBN 157306274X. A children's picture book.